# Michałowice-Parcela
Michałowice-Parcela – dawna miejscowość, obecnie w granicach wsi Michałowice-Wieś w Polsce, położonej w województwie mazowieckim, w powiecie pruszkowskim, w gminie Michałowice.
Stanowi zachodnią część wsi.

## Historia
Miejscowość powstała w wyniku rozparcelowania majątku Michałowice w latach 1930. Dobra ziemskie Michałowice były własnością księżny Zofii Świętopełk-Czetwertyńskiej, która w wyniku zadłużenia była zmuszona oddać majątek pod licytację przymusową. Ostatnia licytacja odbyła się w maju 1928, a w marcu 1929 dobra nabyła hrabina Barbara Remigiuszowa Grochalska. Hrabina nie potrafiła dźwignąć podupadającego gospodarstwa, przez co w czerwcu 1932, obszar 136 hektarów uległ parcelacji. Mimo upływu wielu lat, wśród starych mieszkańców okolicznych wsi pod koniec lat 1990. nadal w użytku była nazwa „Parcela”.
1 stycznia 1973, w związku z reformą administracyjną kraju, w gminie Michałowice utworzono sołectwo Michałowice Parcela. Z czasem nazwa wyszła z użytku.
W latach 1975–1998 miejscowość administracyjnie należała do województwa warszawskiego.